# Dieter Pries
Dieter Pries (* 8. Februar 1952 in Plauerhagen) ist ein ehemaliger deutscher Fußballspieler.

## Werdegang
Der Stürmer Dieter Pries wurde im heutigen Mecklenburg-Vorpommern geboren und kam ein Jahr später mit seiner Familie nach Herford. Dort begann er im Alter von acht Jahren beim VfL Herford und durchlief dort alle Jugendmannschaften. Im Jahre 1970 wechselte er zum Landesligisten SV Ennigloh 09 und wurde dort Torschützenkönig. 1972 wechselte er zum Regionalligisten Arminia Bielefeld, der nach dem Bundesliga-Skandal zwangsabsteigen musste. Für die Bielefelder absolvierte er bis 1974 insgesamt 41 Spiele in der damals zweitklassigen Regionalliga West und erzielte dabei sechs Tore und half seiner Mannschaft dabei, sich für die 1974 neu geschaffene 2. Bundesliga zu qualifizieren. Gleichzeitig endete seine Profikarriere abrupt, als Arminias neuer Trainer Rudi Faßnacht Pries in einer Kneipe dabei erwischte, wie er ein Alster trank.
Faßnacht strich Pries aus dem Kader. Ein Wechsel zur DJK Gütersloh scheiterte an der Ablösesumme. Pries ging daraufhin zurück ins Amateurlager und spielte drei Jahre lang für den FC Gohfeld in der Verbandsliga. Anschließend war Pries von 1980 bis 1983 für den FC Gütersloh in der Oberliga Westfalen aktiv und wurde dort 1982 Vizemeister. Weiter ging es beim Bünder SV, wo Pries zum Libero umgeschult wurde. Anschließend war er beim Landesligisten SuS Wulferdingsen aktiv, bevor er seine Karriere als Spielertrainer beim BV Stift Quernheim ausklingen ließ. Nach seiner Karriere trainierte Dieter Pries noch die Spvg Hiddenhausen und den Bünder SV.
Parallel dazu arbeitete er als Elektriker und ging im Jahre 2010 in den Vorruhestand. Pries ist verheiratet, hat zwei Kinder und eine Enkelin.